# Wacław Stoiński
Wacław Stoiński herbu Janina (zm. po 21 lutego 1676) – wojski lubelski, podwojewodzi kijowski, poseł z województwa lubelskiego na sejm konwokacyjny 1674 roku. Był członkiem konfederacji generalnej zawiązanej 15 stycznia 1674 roku na sejmie konwokacyjnym.
Nominację na wojskiego lubelskiego otrzymał 7 maja 1661. Wcześniej nominację na to stanowisko otrzymał Franciszek Kossowski, który 31 sierpnia 1661 zgłosił oficjalny protest przeciwko obsadzeniu tego urzędu przez Stoińskiego. W 1666 roku był deputatem województwa lubelskiego na Trybunał Główny Koronny w Lublinie.
Poseł na sejm 1677 roku z województwa kijowskiego.
Stoiński po raz ostatni jako wojski lubelski występuje 21 lutego 1676, Franciszek Kossowski 27 lipca 1676.